# Prêles
Prêles (toponimo francese; in tedesco Prägelz) è una frazione di 897 abitanti del comune svizzero di Plateau de Diesse, nel Canton Berna (regione del Giura Bernese, circondario del Giura Bernese).

## Storia

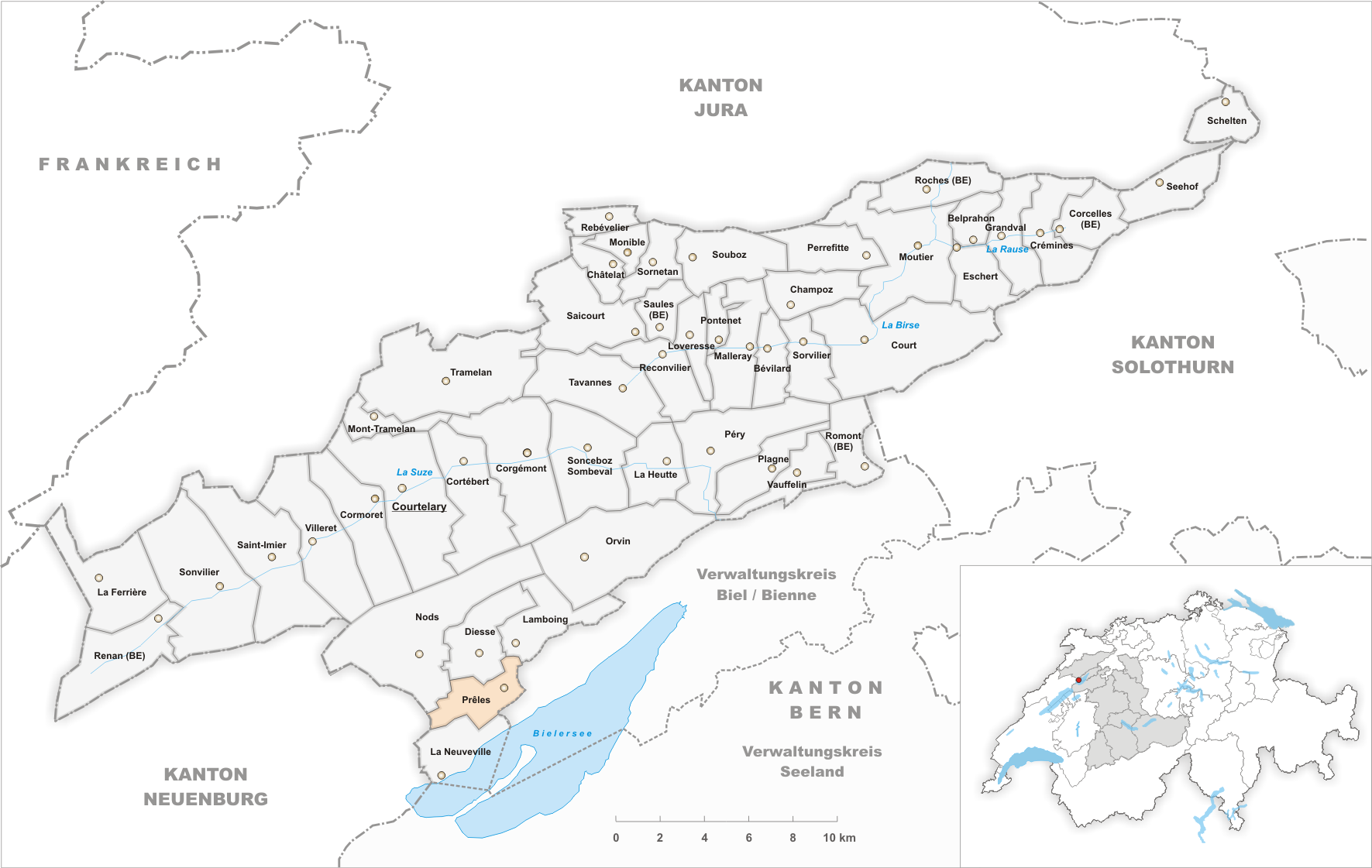
Il territorio del comune di Prêles prima degli accorpamenti comunali del 2014

Già comune autonomo che si estendeva per 6,98 km² e che comprendeva anche la frazione di Châtillon, il 1º gennaio 2014 è stato accorpato agli altri comuni soppressi di Diesse e Lamboing per formare il nuovo comune di Plateau de Diesse, del quale Prêles è il capoluogo.

## Società

### Evoluzione demografica
L'evoluzione demografica è riportata nella seguente tabella:
Abitanti censiti

## Infrastrutture e trasporti

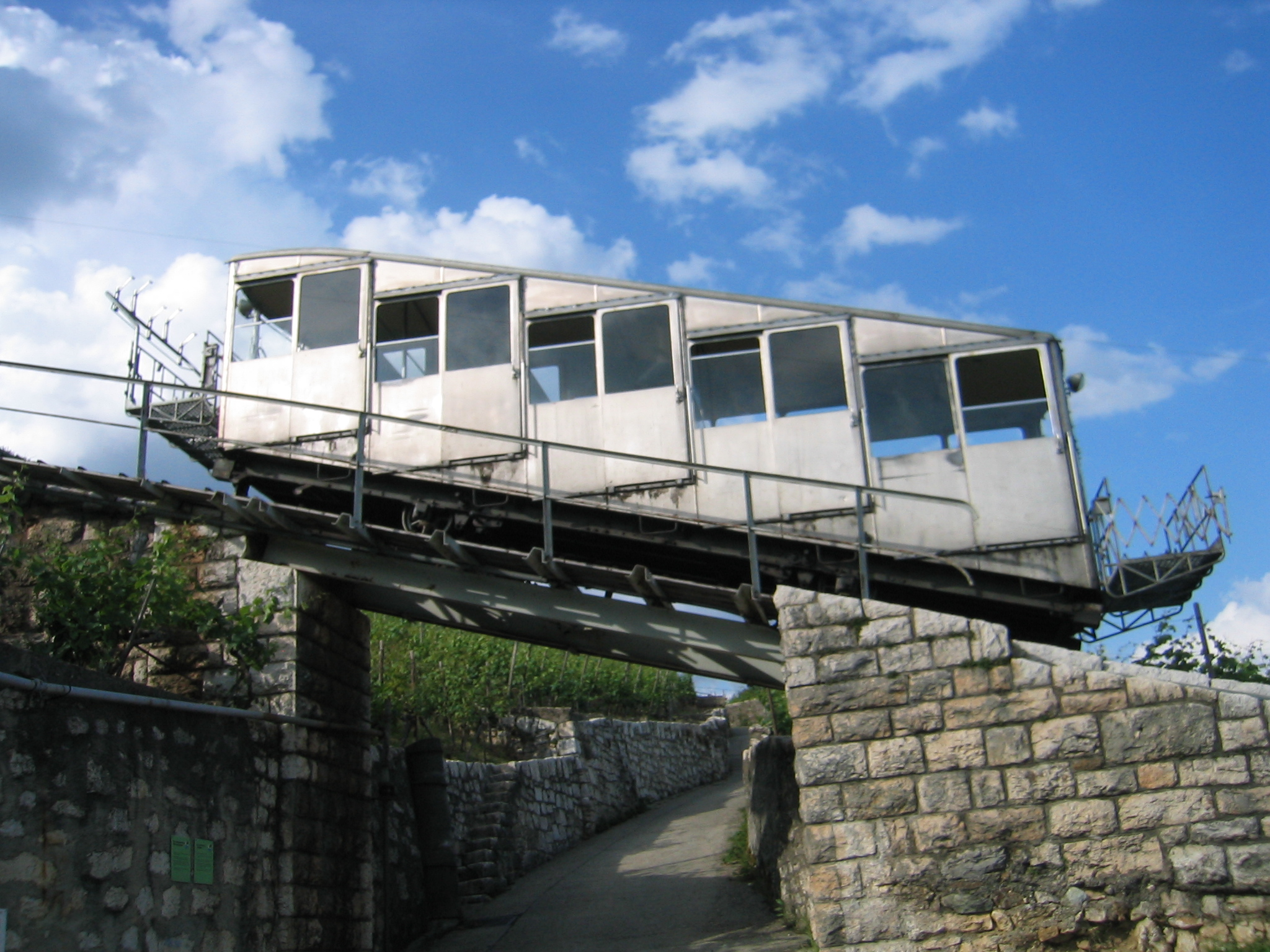
La funicolare Tessenbergbahn

Prêles è collegato a Ligerz dalla funicolare Tessenbergbahn, aperta nel 1912.